# Liste des édifices religieux de l'Indre

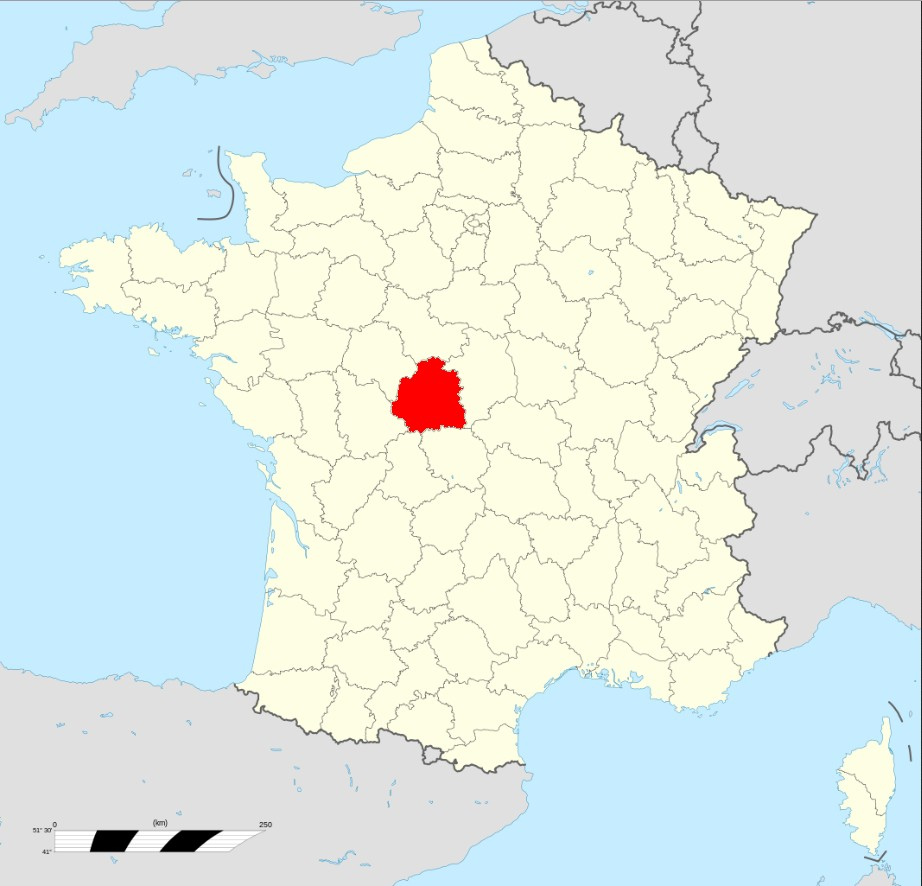
Le département de l'Indre en rouge sur la carte.

La liste des édifices religieux de l'Indre, est une liste des lieux de cultes, situées dans le département de l'Indre, en région Centre-Val de Loire.

## Liste

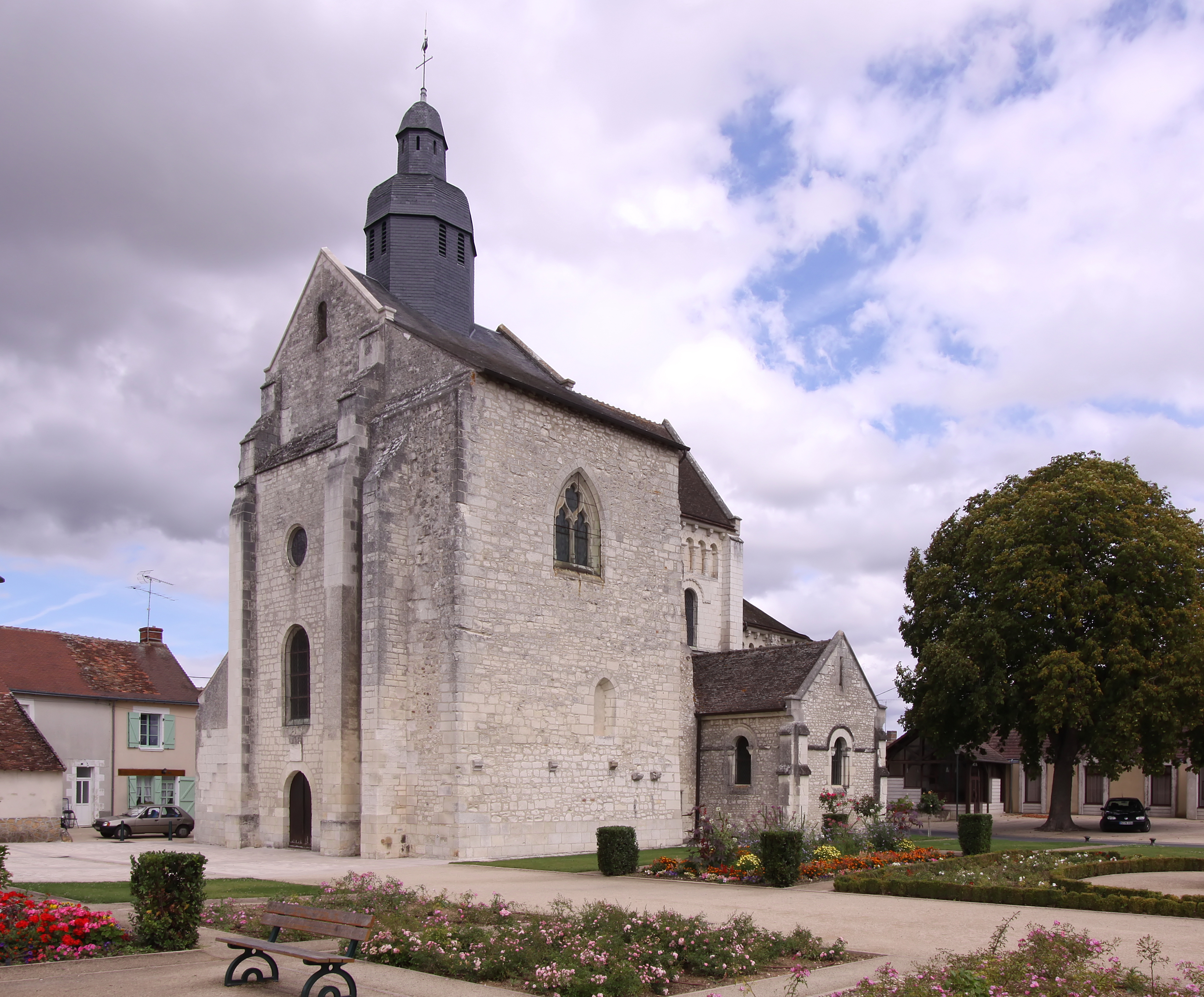
L'abbatiale Saint-Genou de Saint-Genou, en 2009.

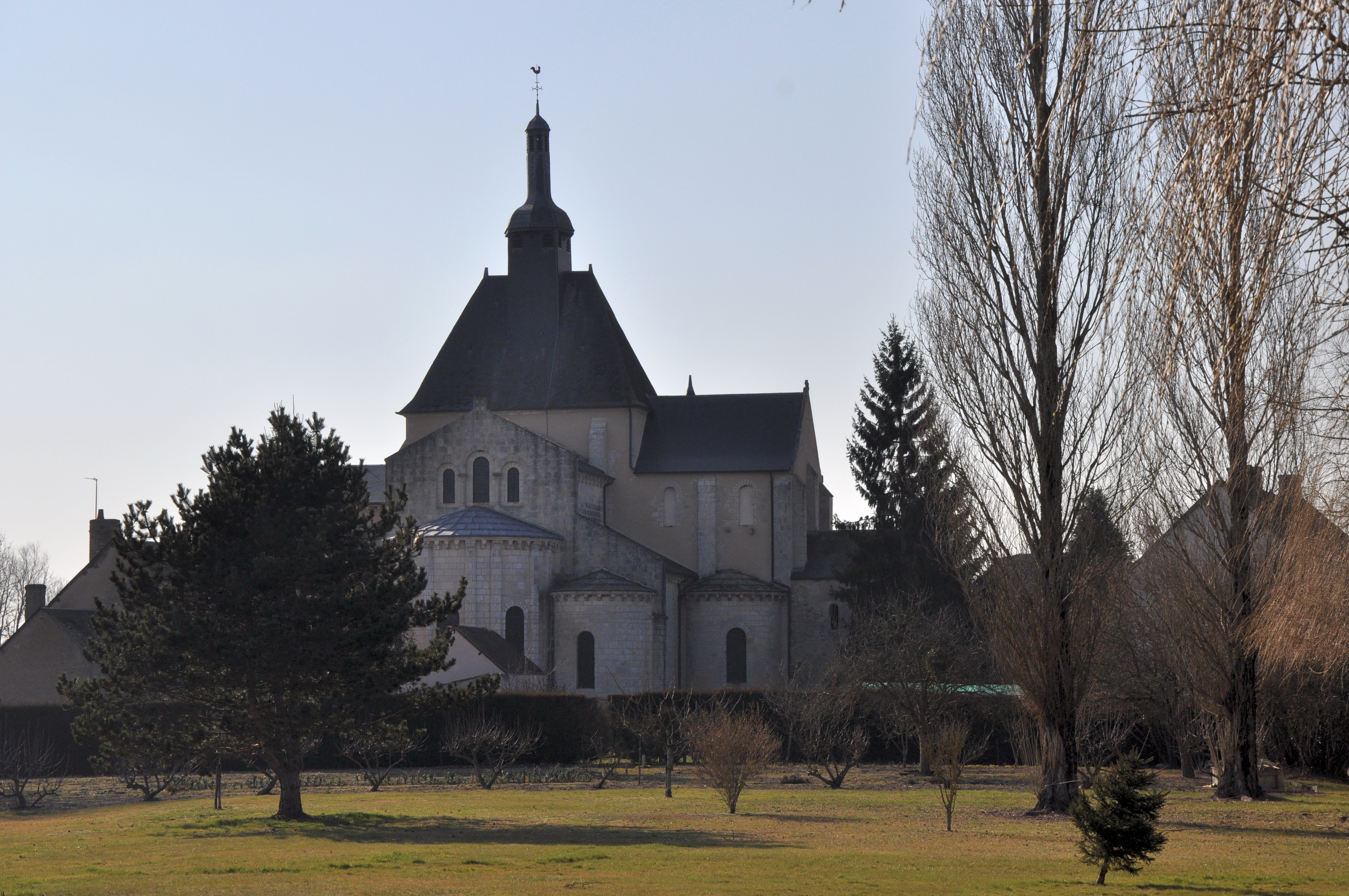
L'abbatiale Saint-Pierre de Méobecq, en 2010.

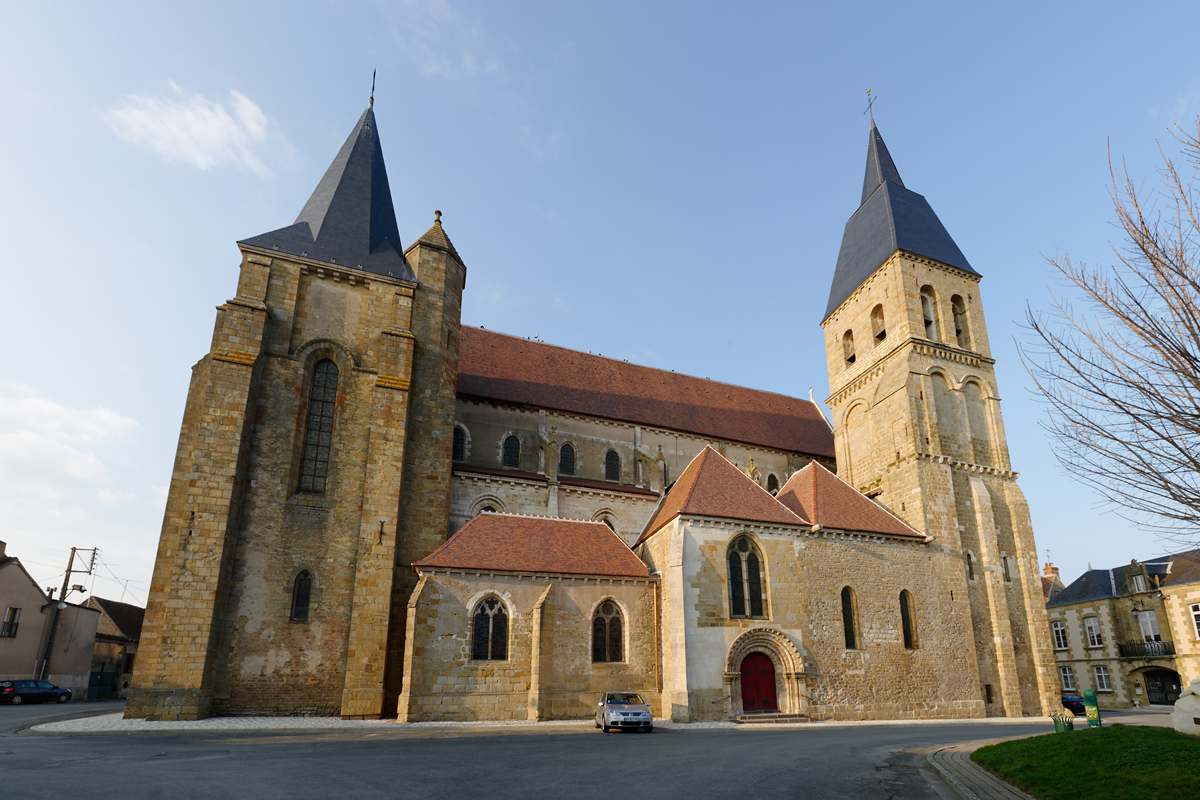
La collégiale Saint-Sylvain de Levroux, en 2012.

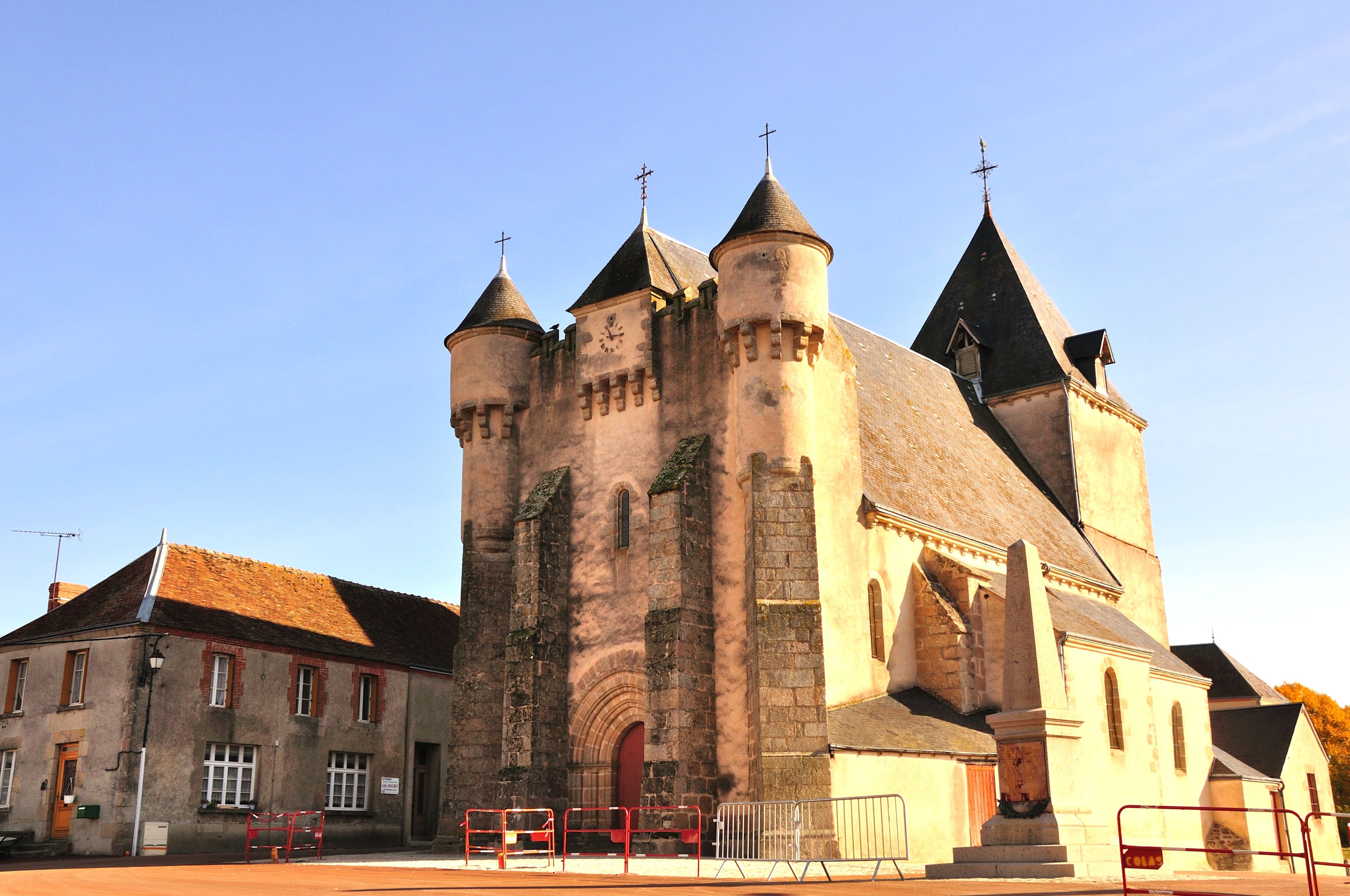
L'église de Lourdoueix-Saint-Michel, en 2010.

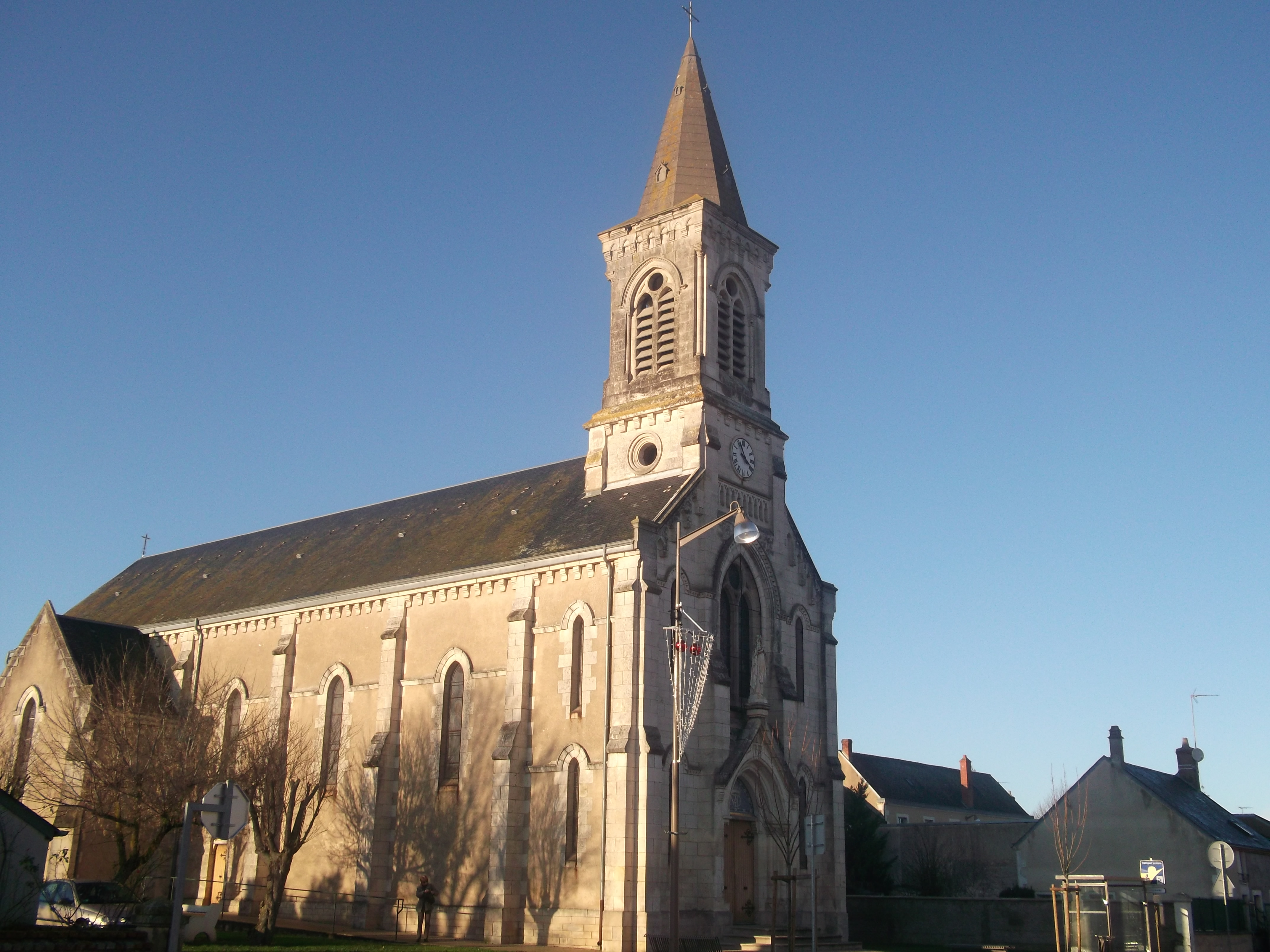
L'église Notre-Dame-de-Lourdes de Sainte-Lizaigne, en 2012.

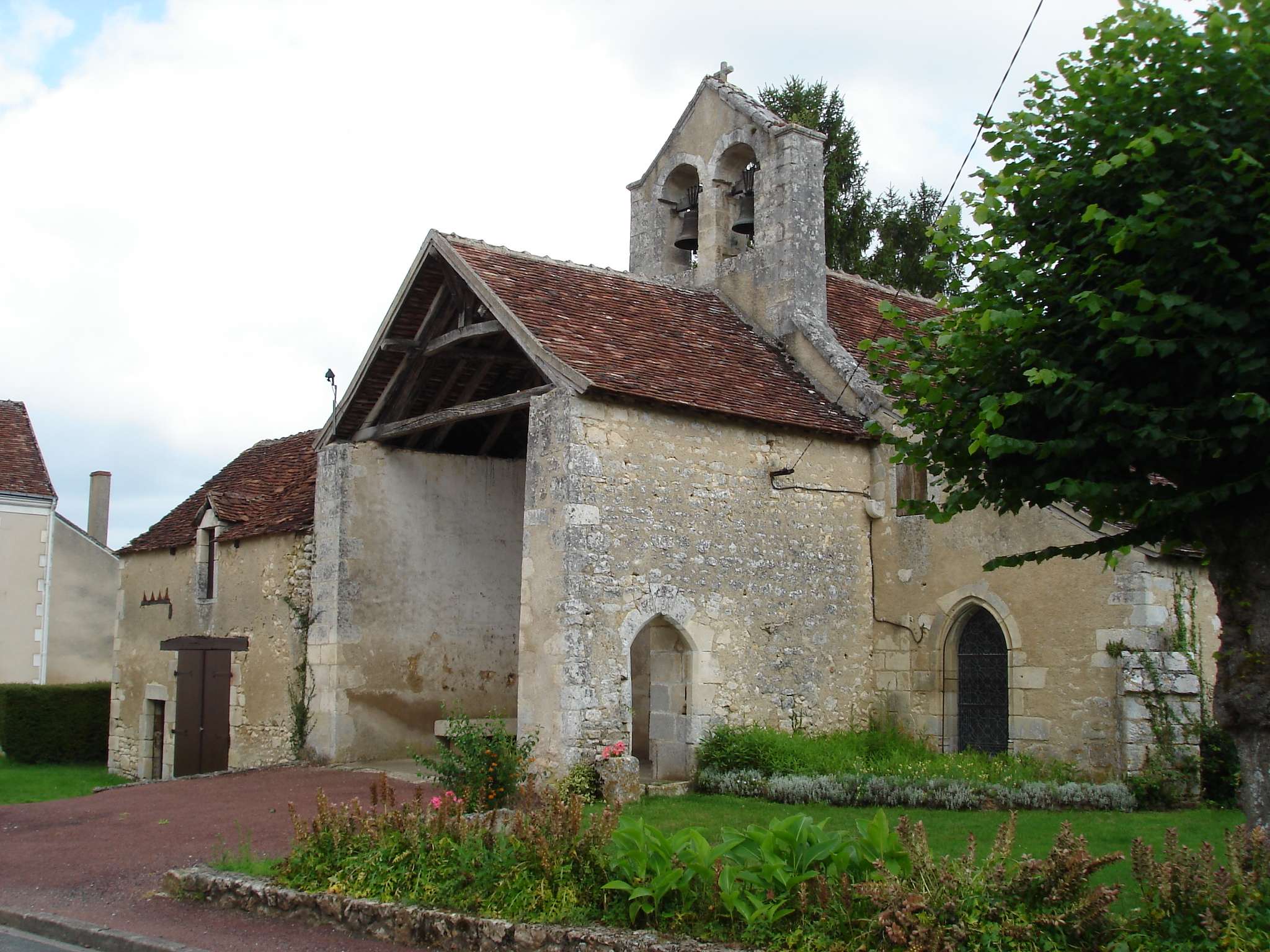
L'église Saint-Aignan de Saint-Aigny, en 2011.

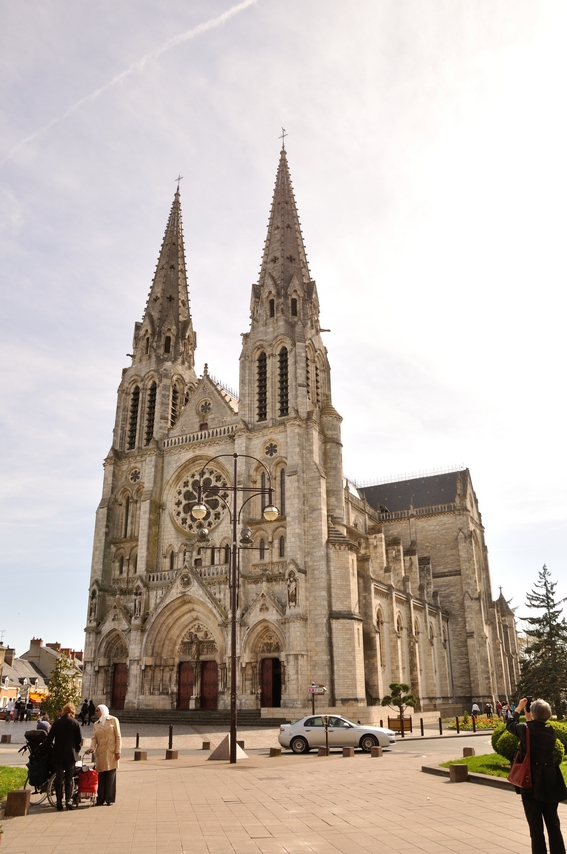
L'église Saint-André de Châteauroux, en 2011.

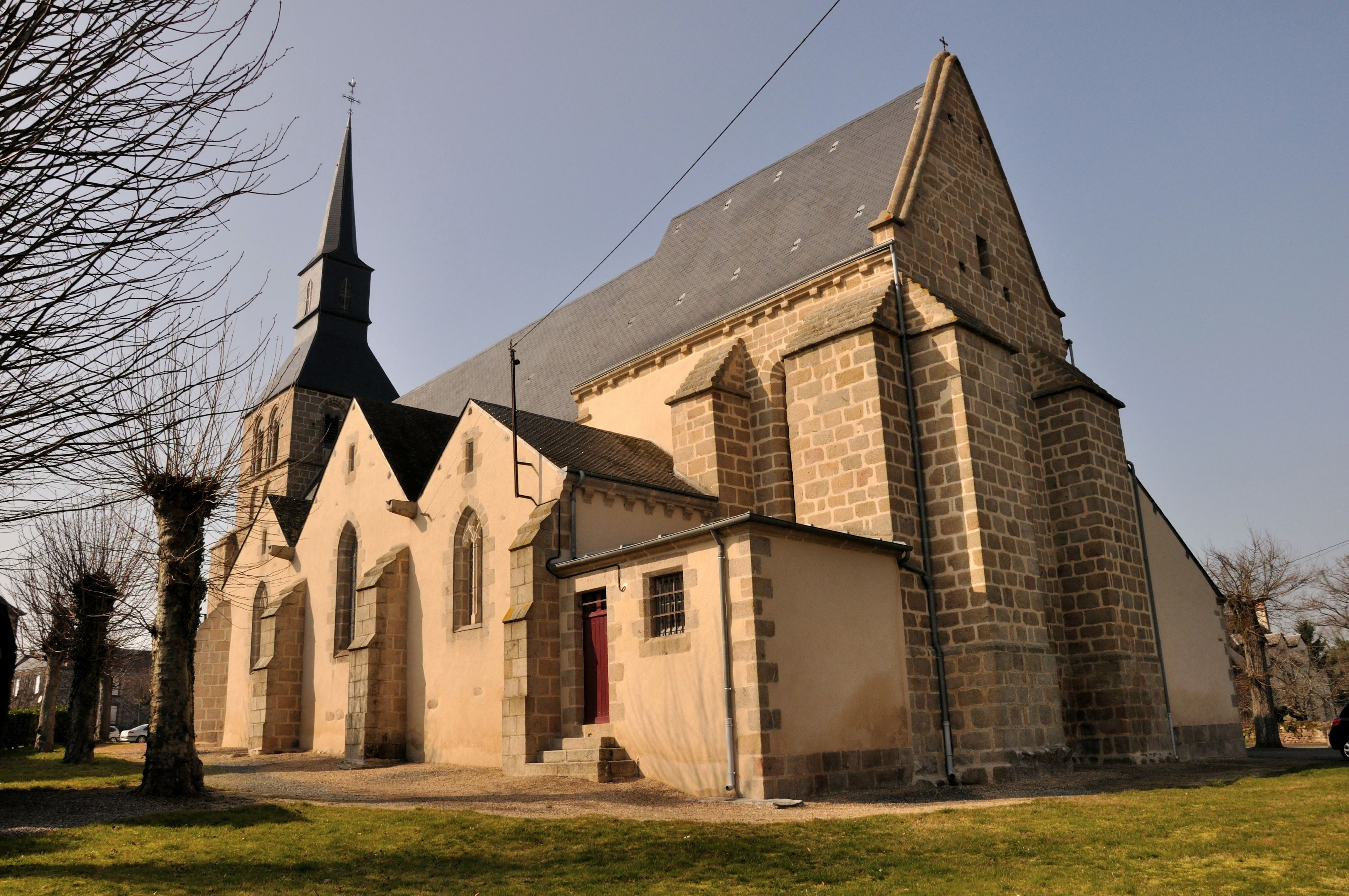
L'église Saint-Aubin de Crevant, en 2011.

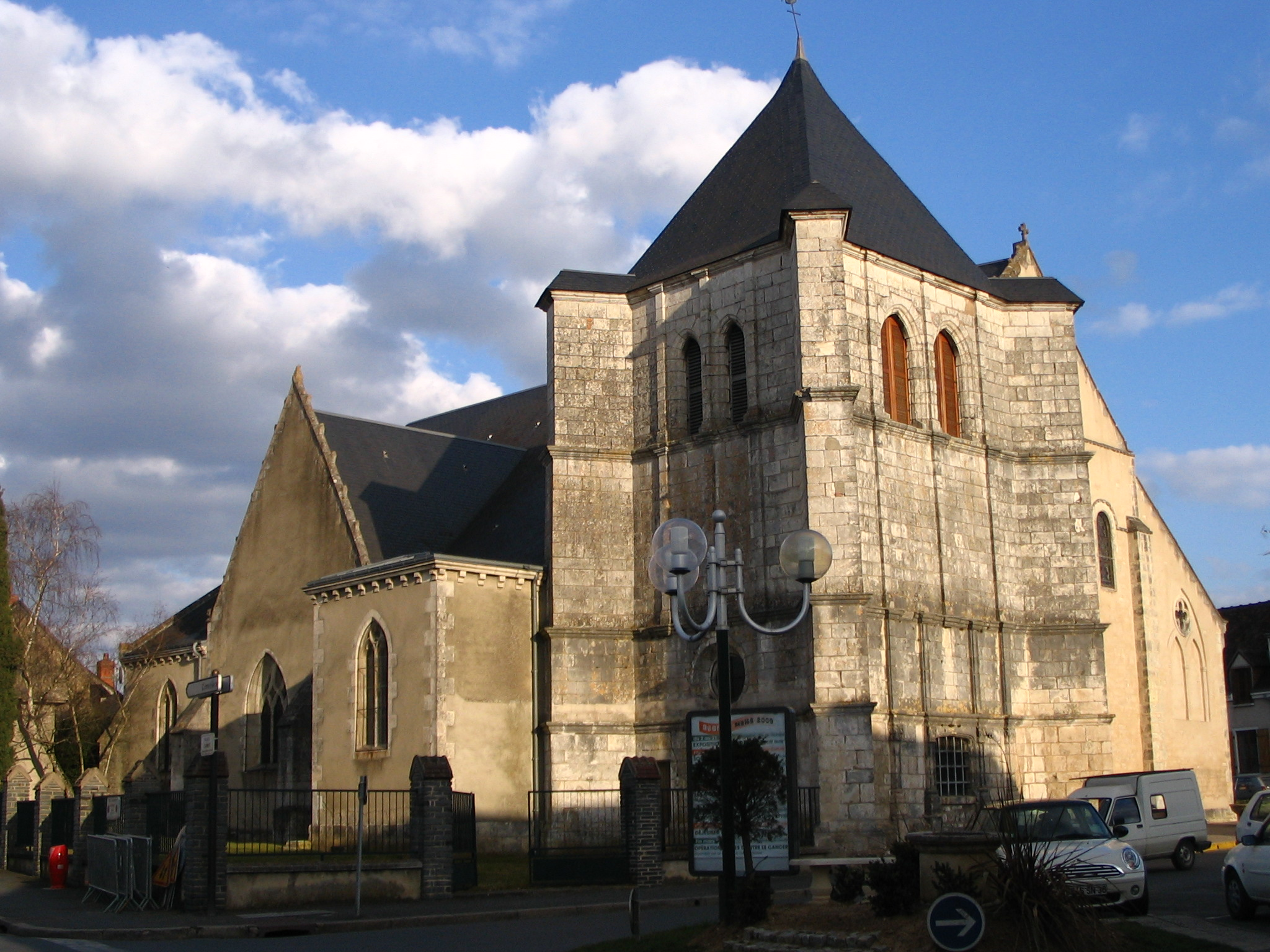
L'église Saint-Étienne de Déols, en 2009.

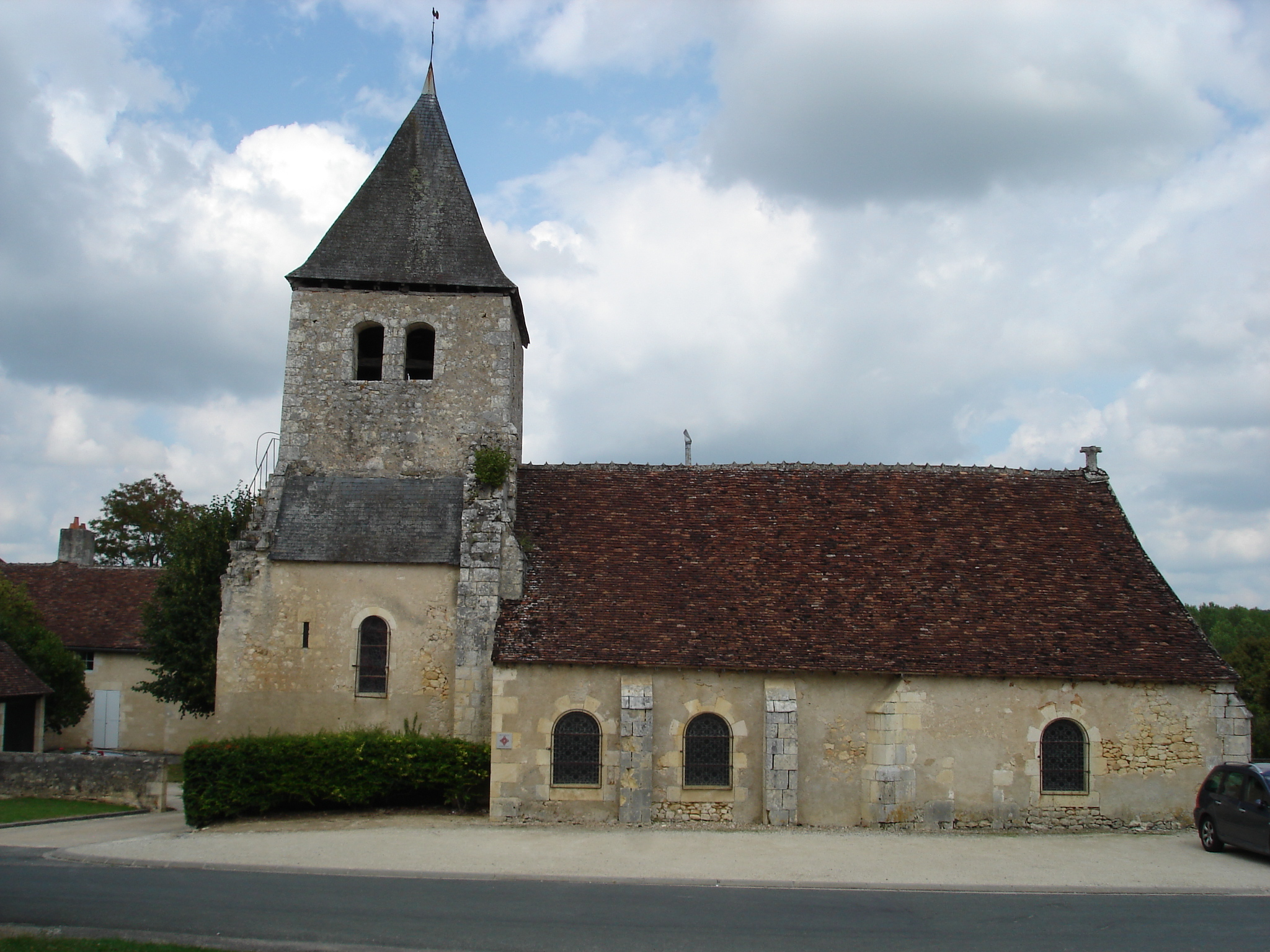
L'église Saint-Jean de Lurais, en 2011.

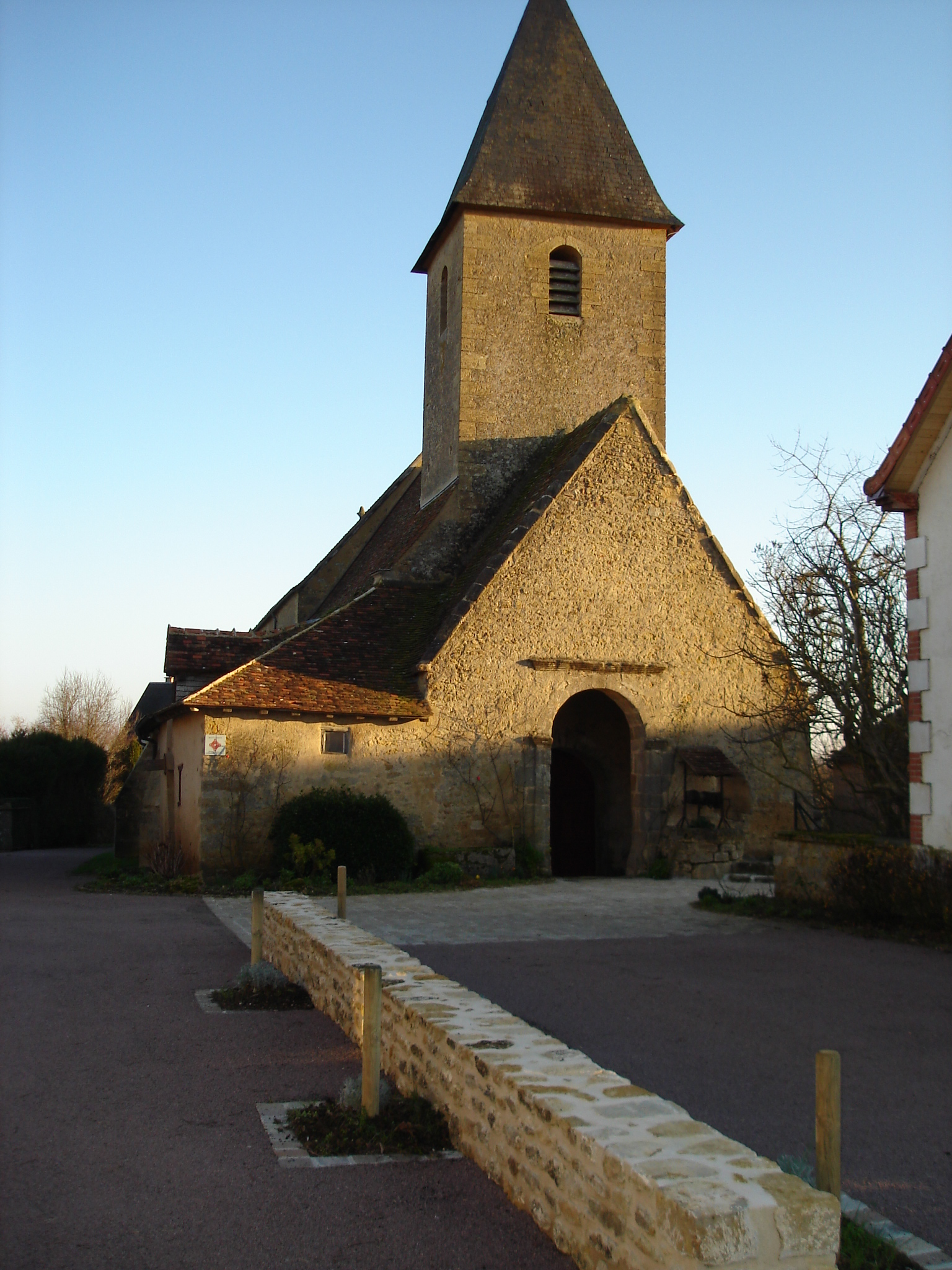
L'église Saint-Laurent de Lourouer-Saint-Laurent, en 2012.

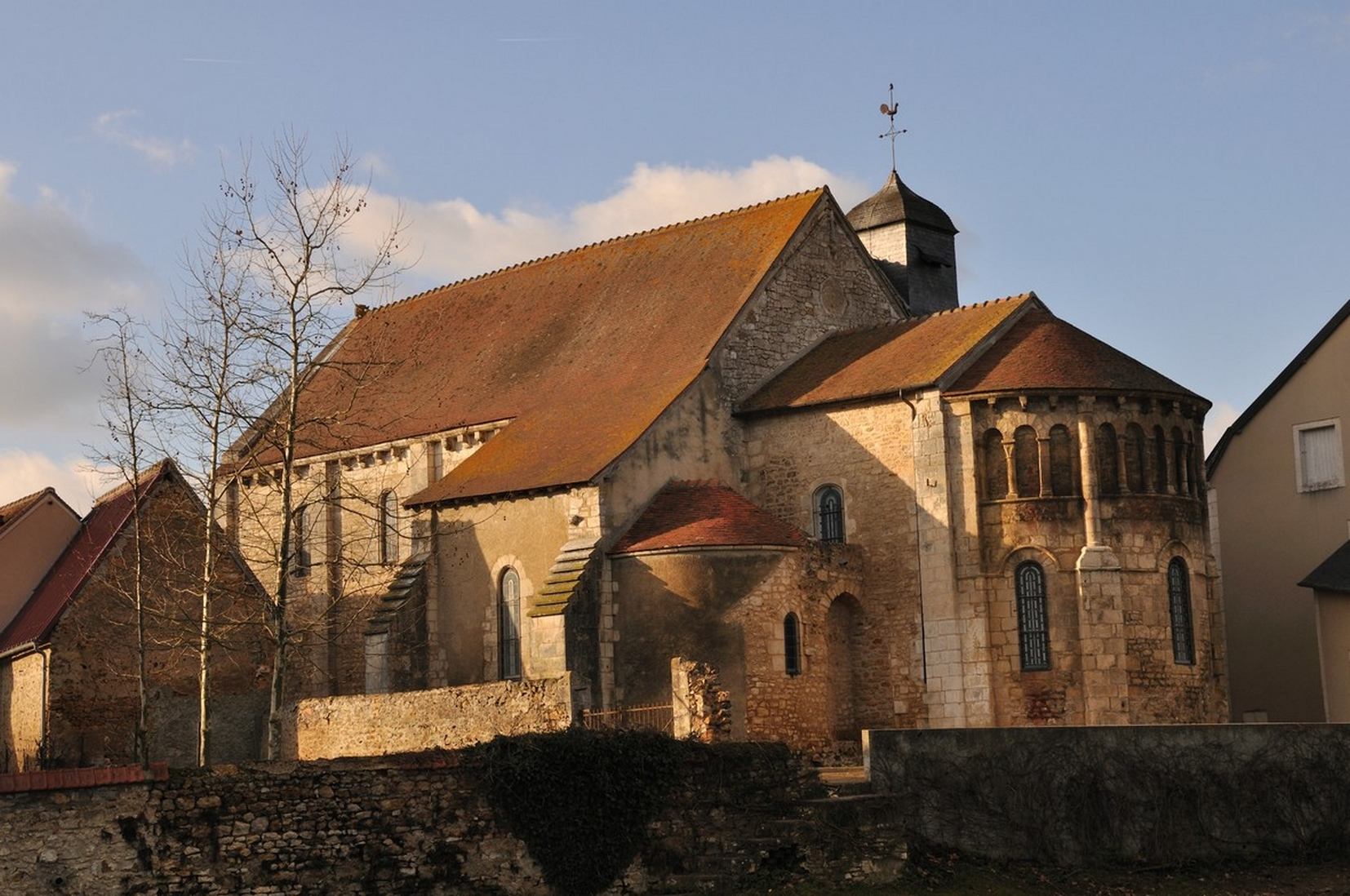
L'église Saint-Martin d'Ardentes, en 2011.

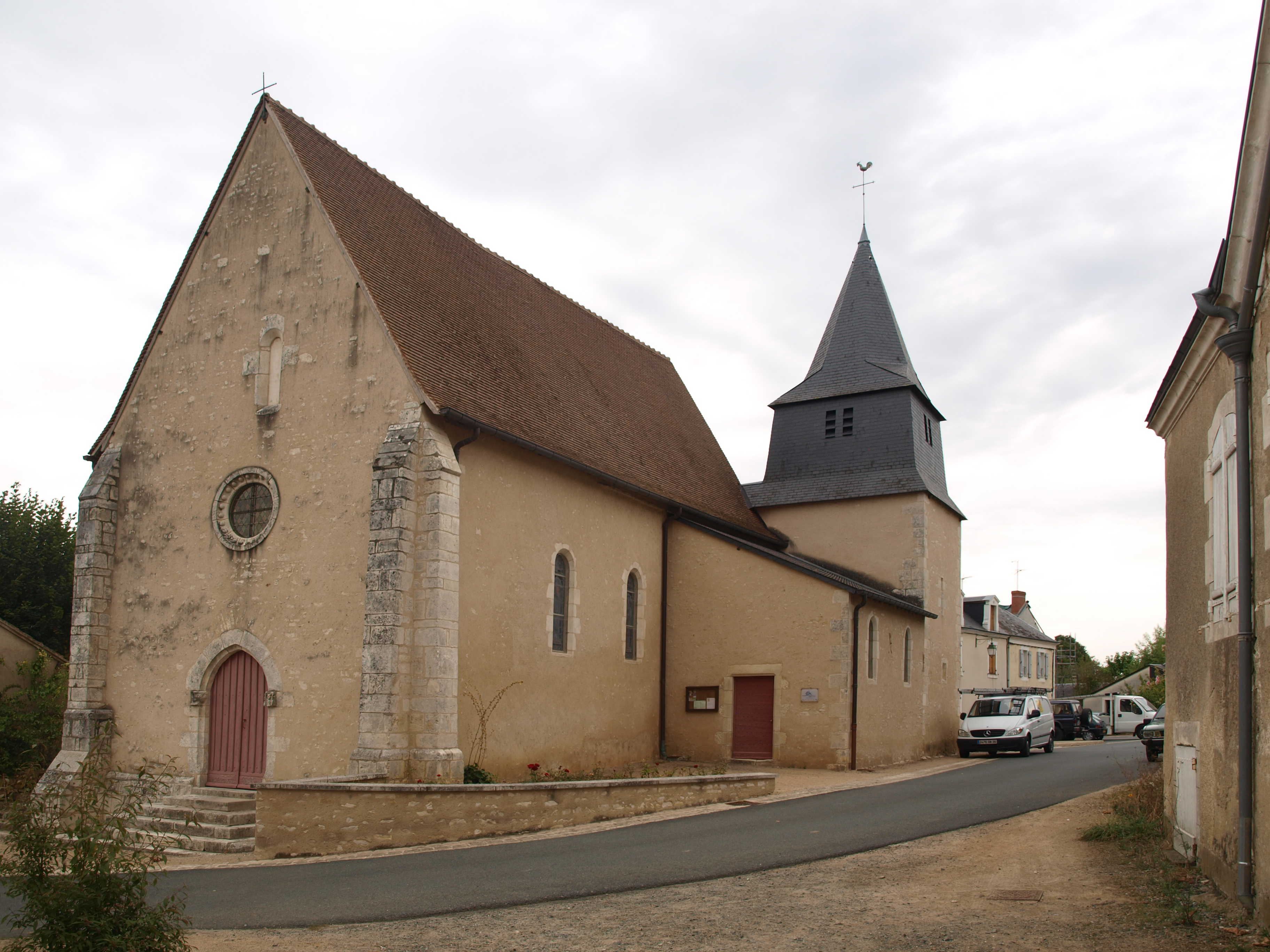
L'église Saint-Martin d'Arthon, en 2012.

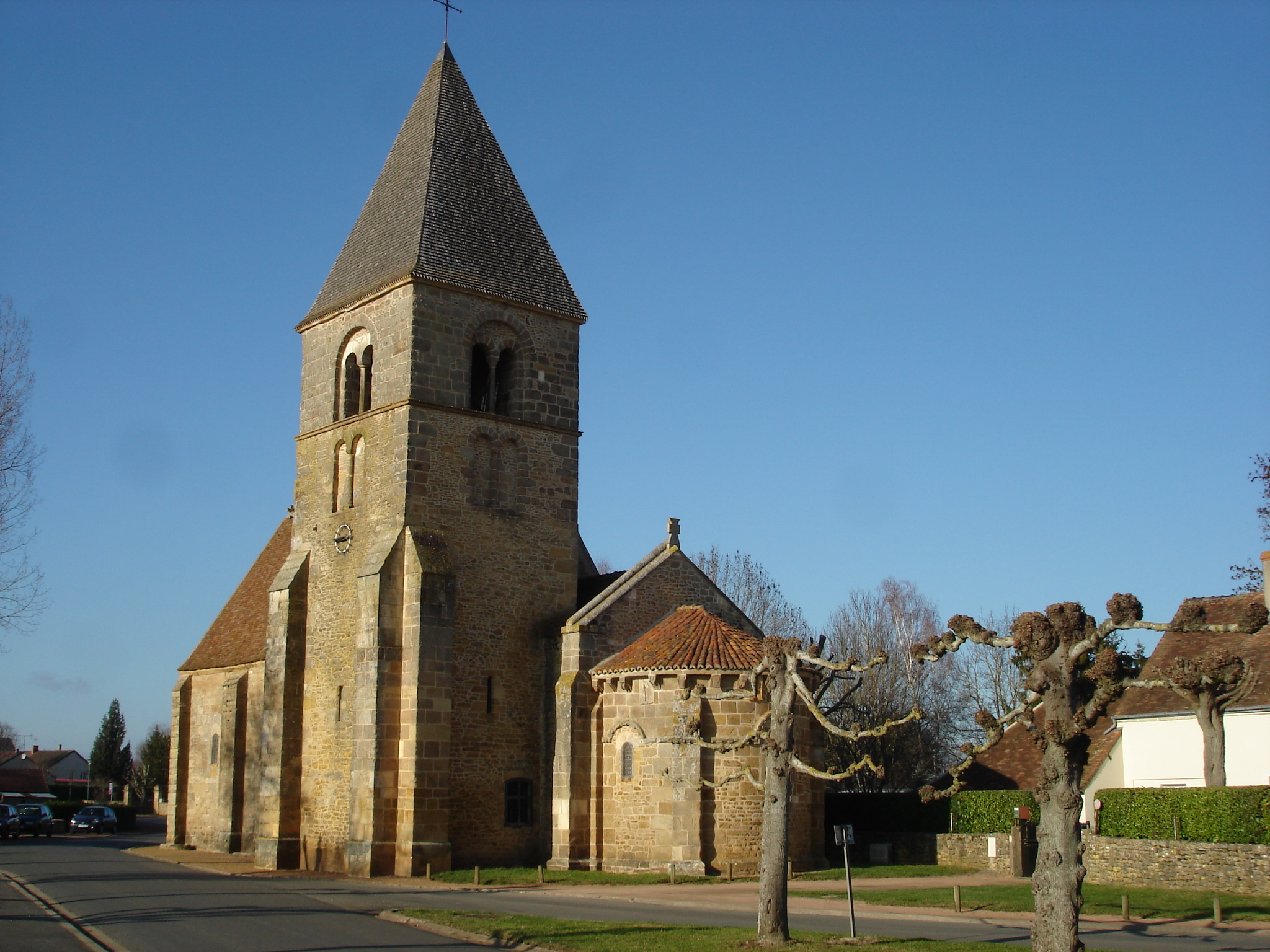
L'église Saint-Martin de Lacs, en 2012.

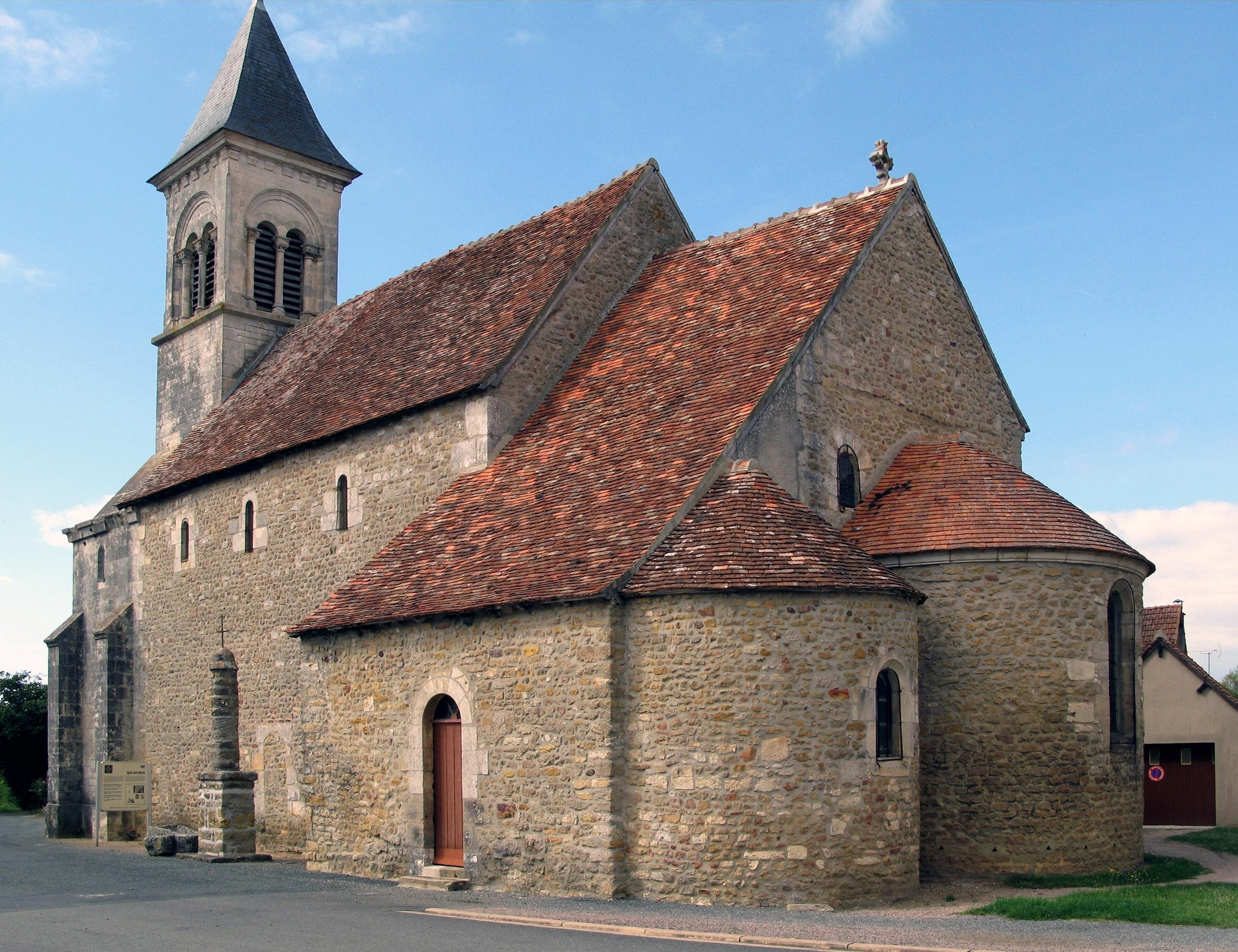
L'église Saint-Martin de Vic, en 2008.

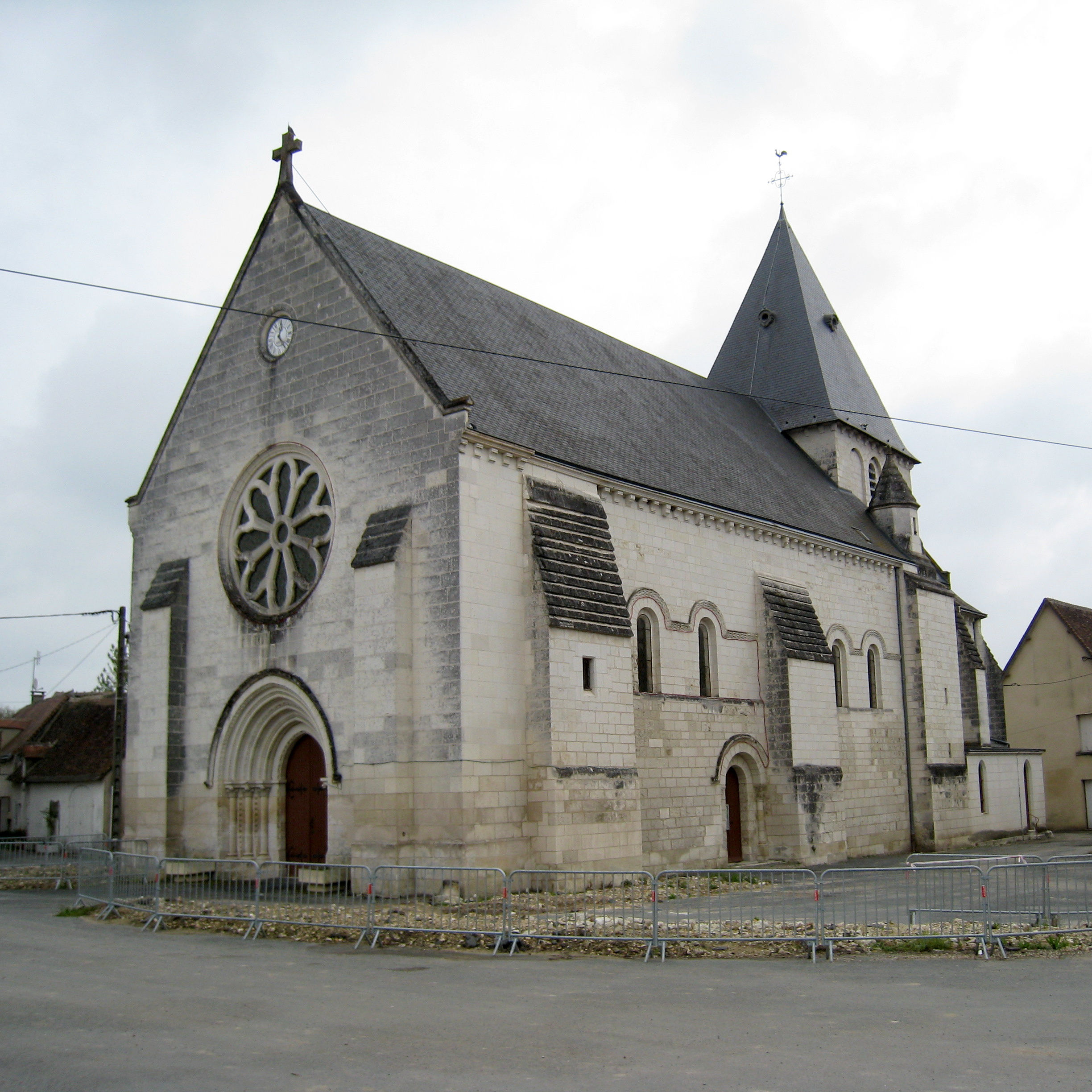
L'église Saint-Nazaire d'Azay-le-Ferron, en 2009.

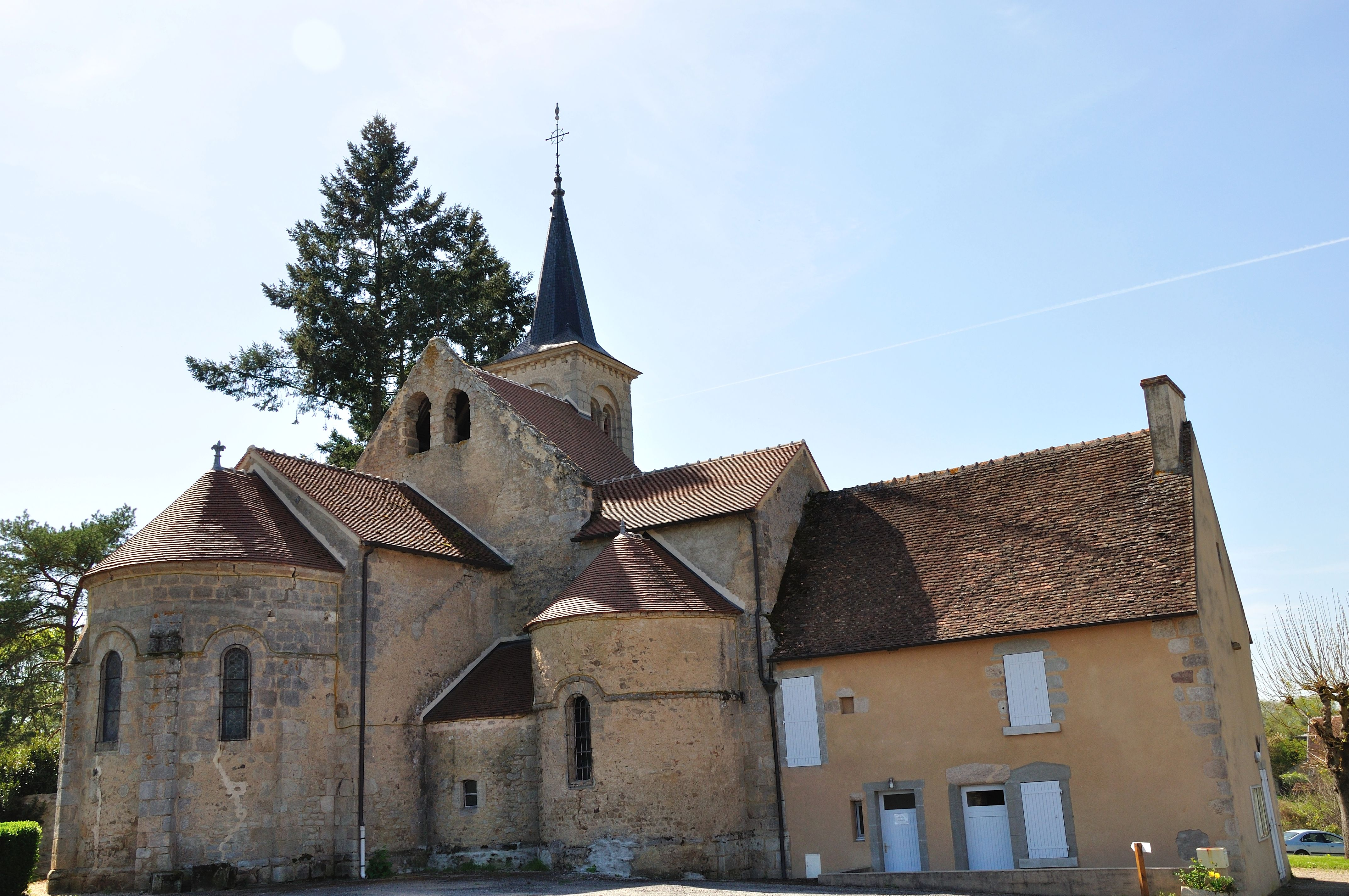
L'église Saint-Pierre de Champillet, en 2011.

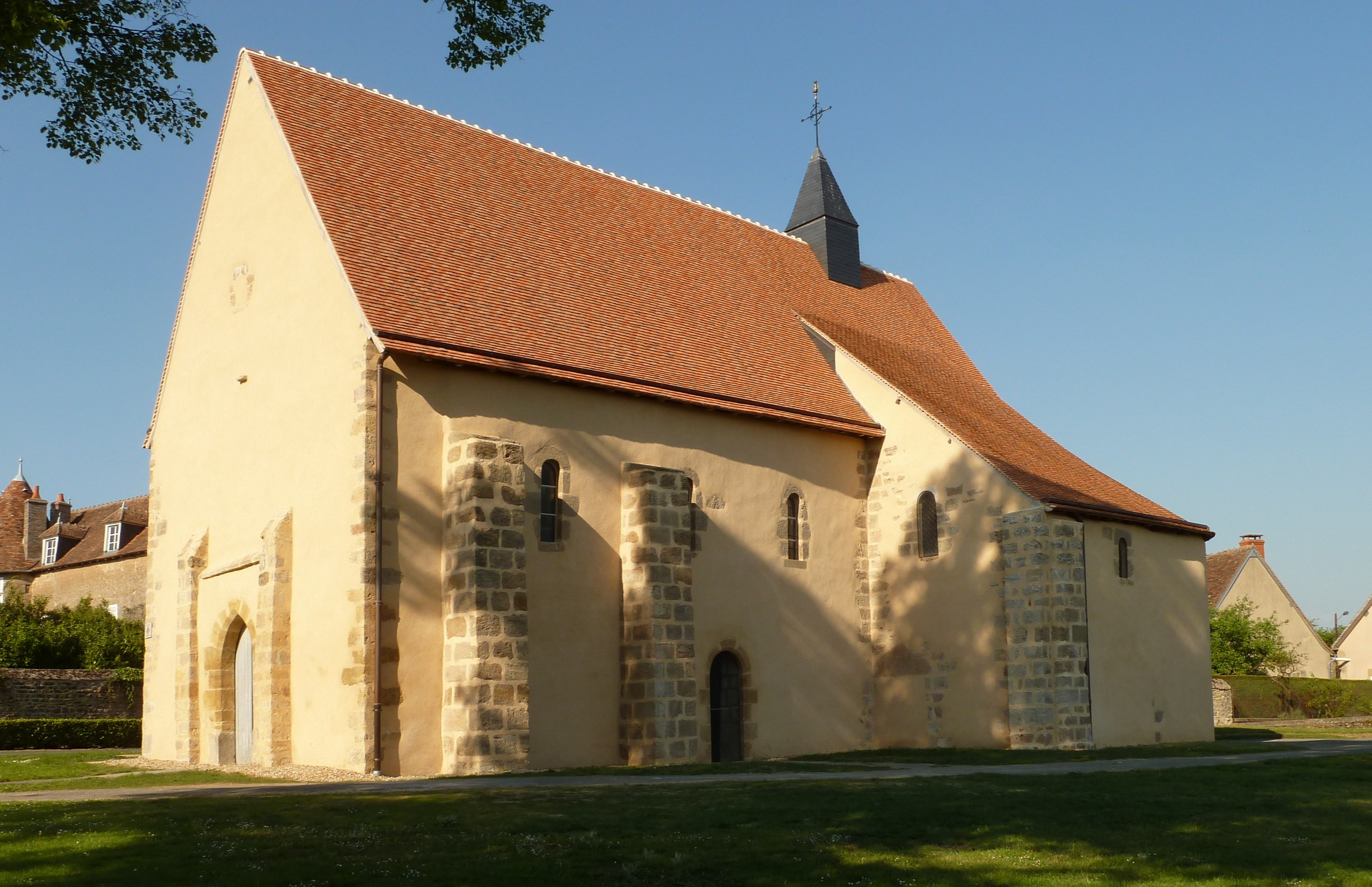
L'église Saint-Pierre de Montlevicq, en 2011.

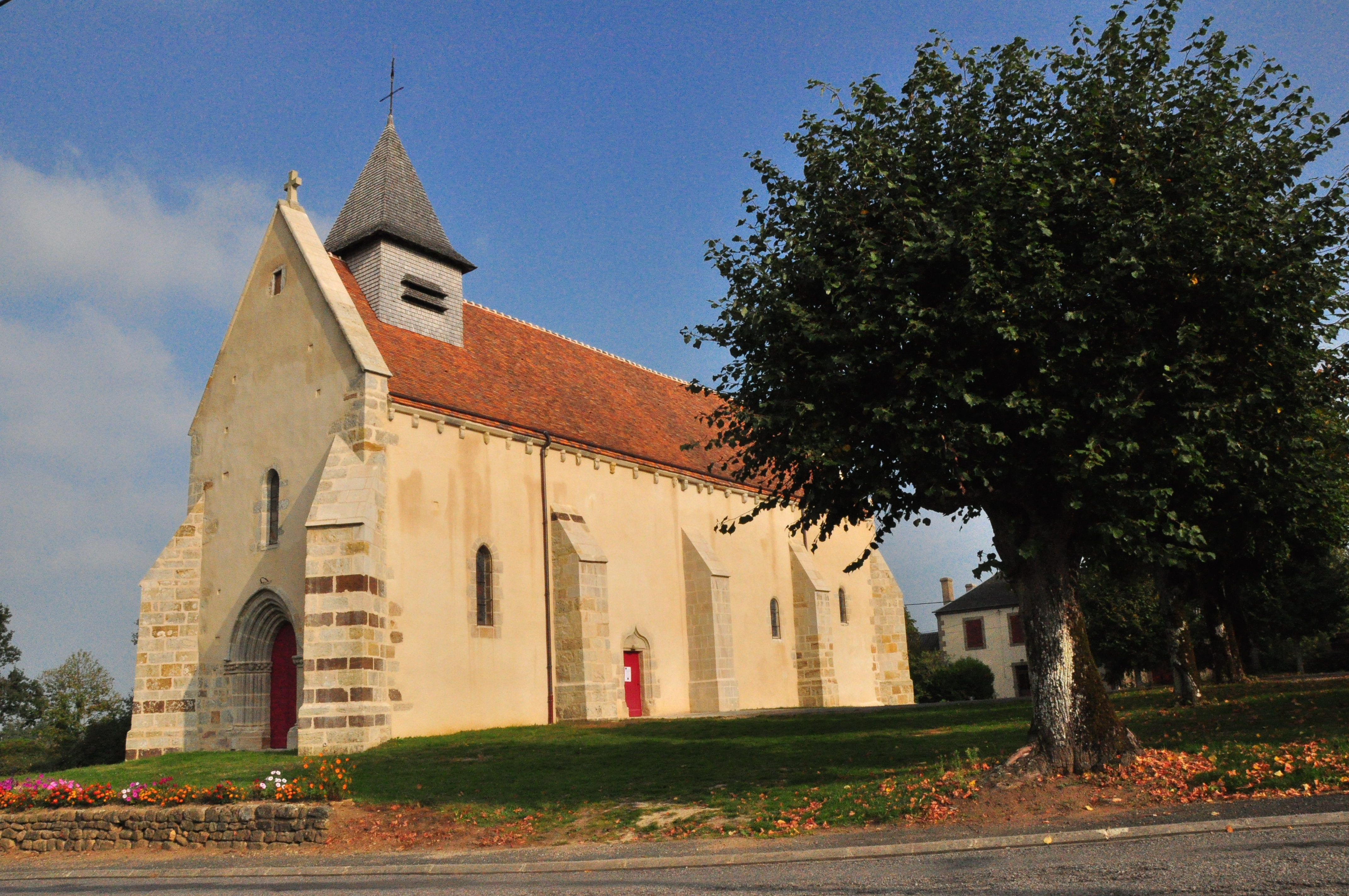
L'église Saint-Sulpice de Roussines, en 2011.

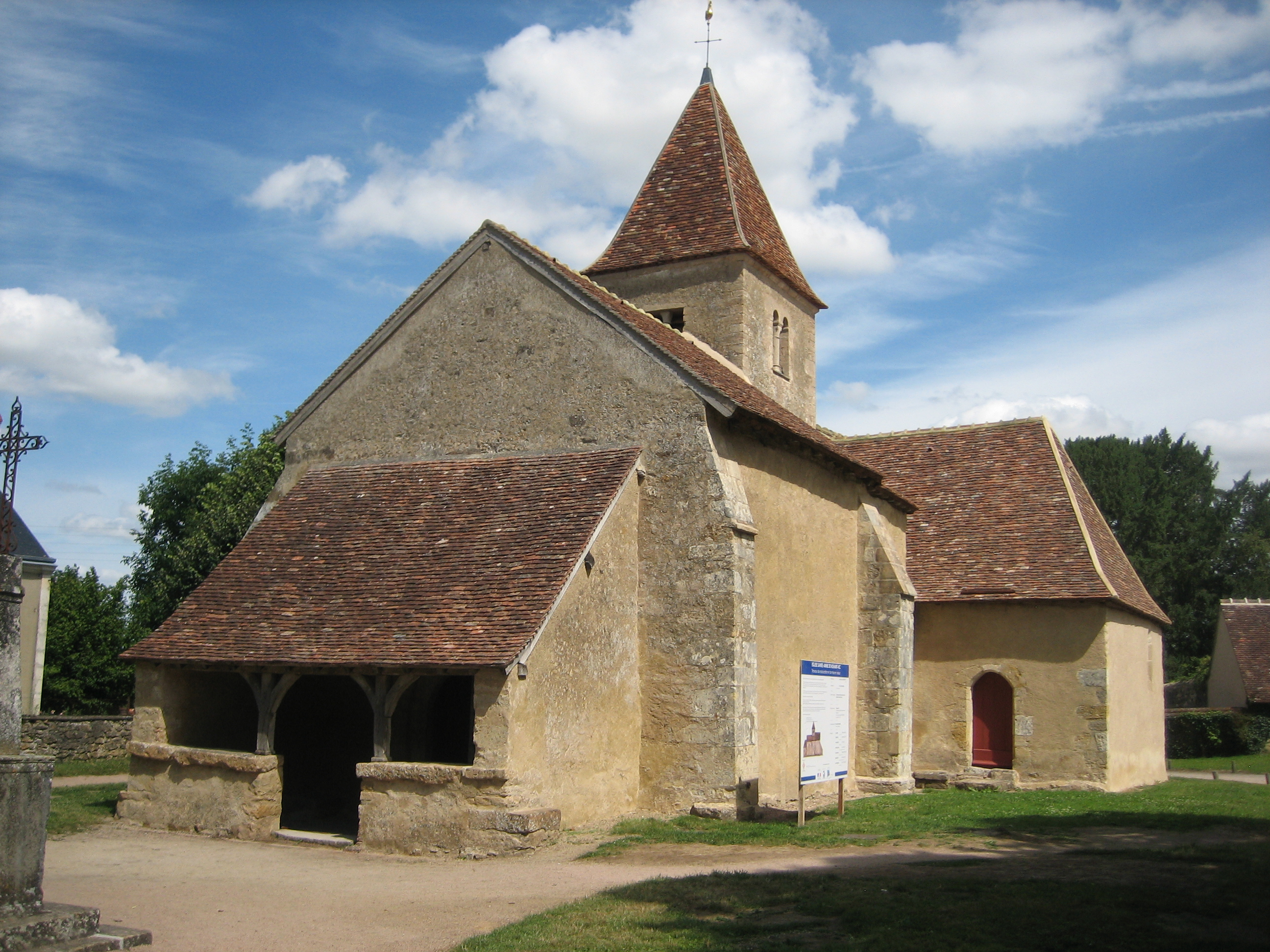
L'église Sainte-Anne de Nohant, en 2012.

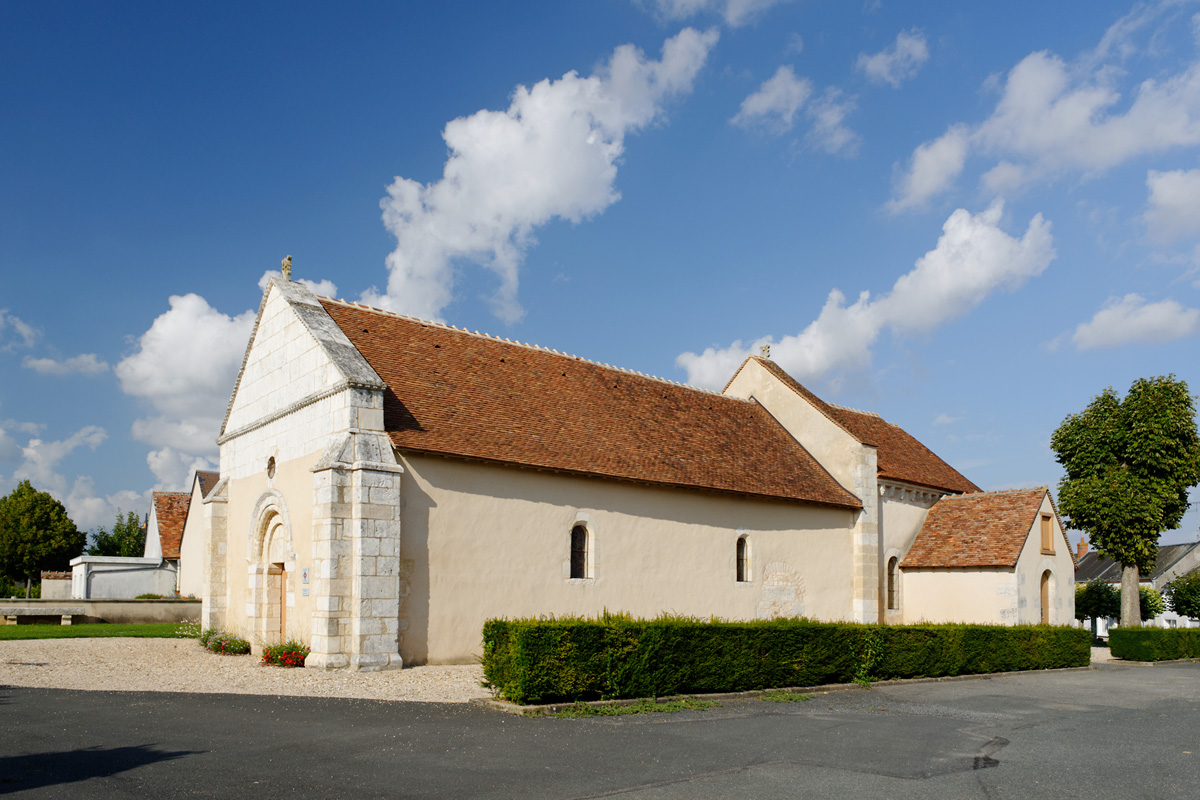
L'église Sainte-Lizaigne de Sainte-Lizaigne, en 2011.

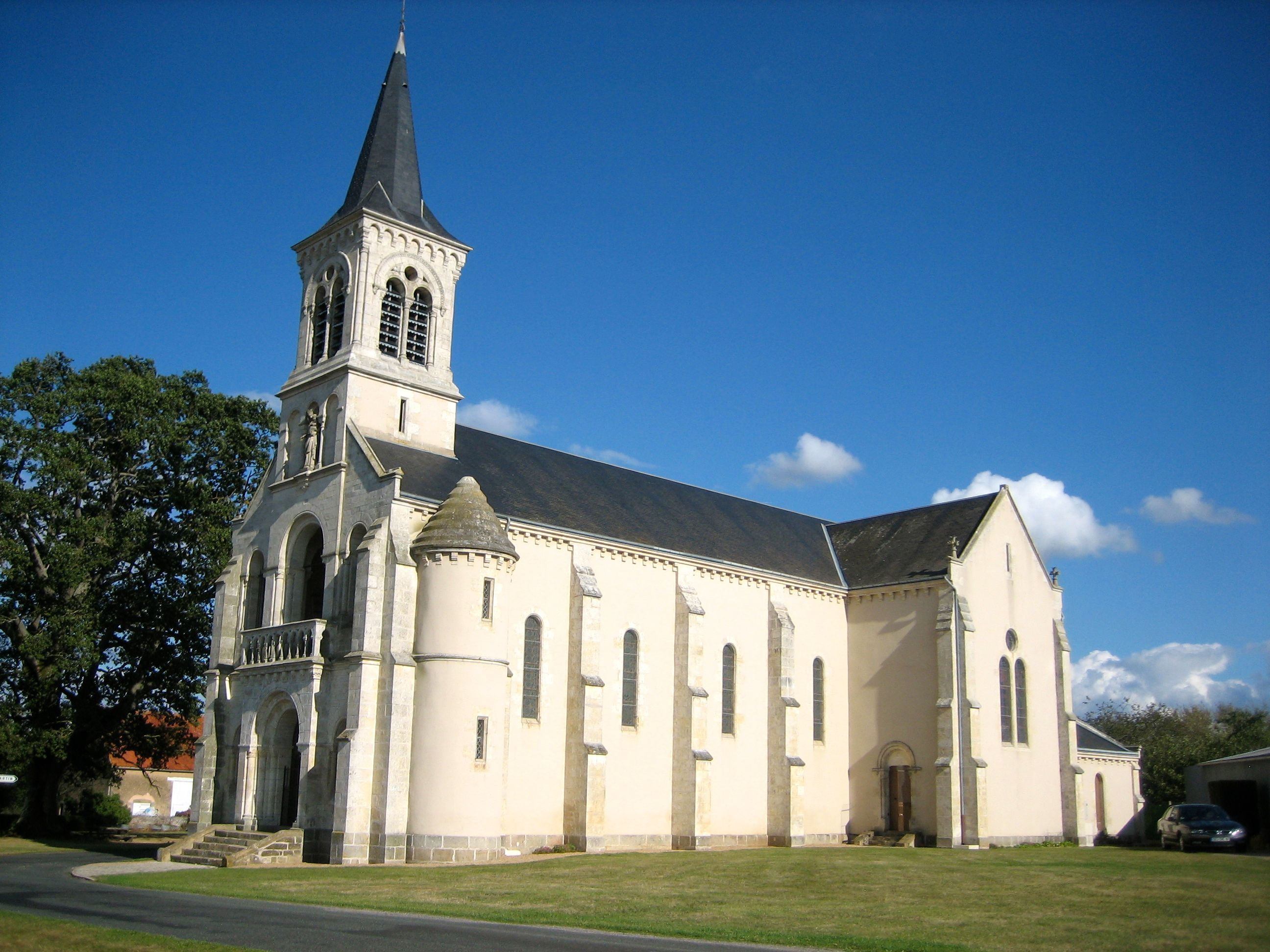
La chapelle Notre-Dame de Vaudouan de Briantes, en 2011.

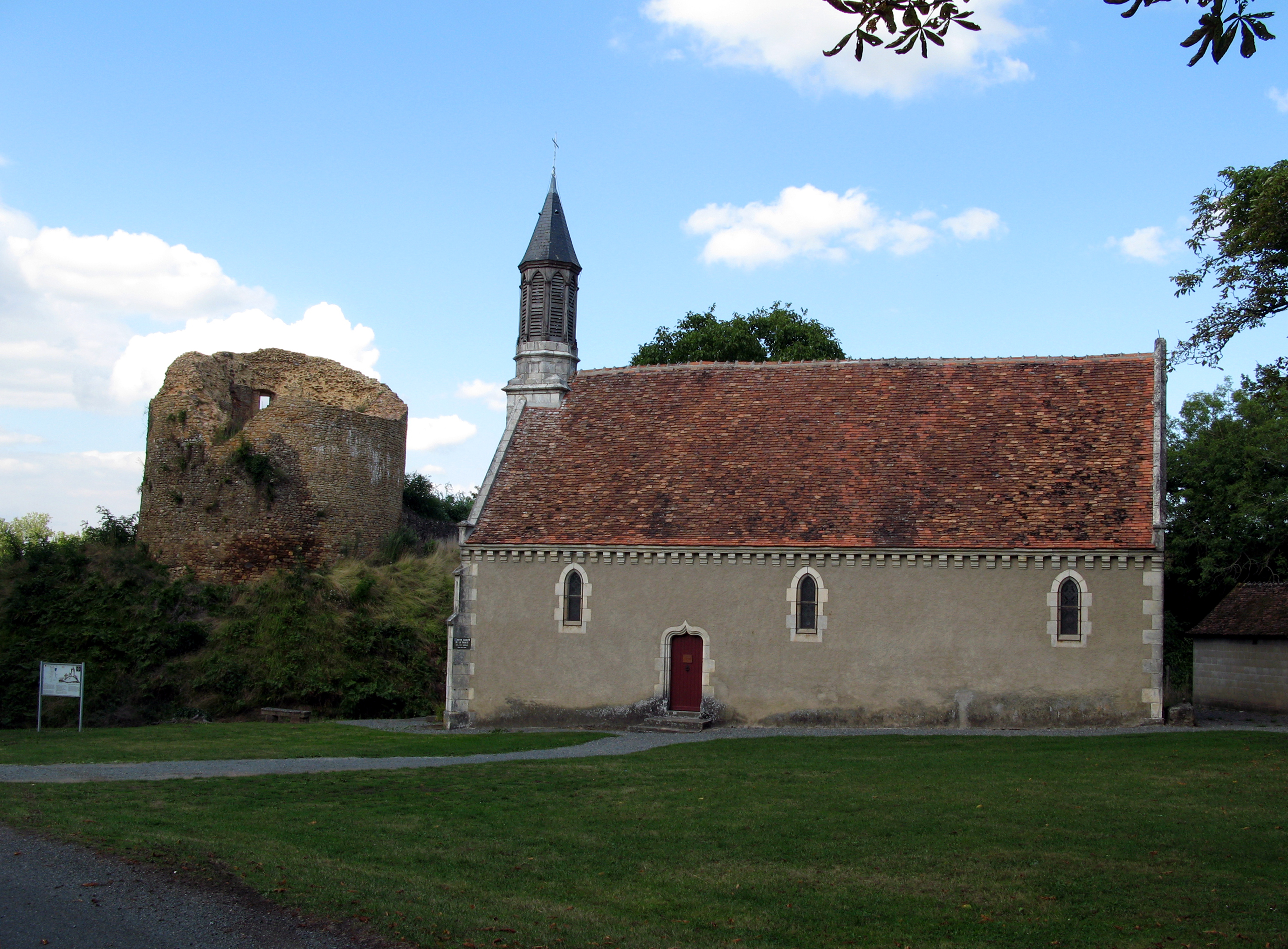
La chapelle Notre-Dame de la Trinité de Cluis, en 2008.

| Nom de l'édifice                     | Localisation                     |
| ------------------------------------ | -------------------------------- |
| Abbatiale Saint-Genou de Saint-Genou | 46° 55′ 53″ nord, 1° 20′ 18″ est |
| Abbatiale Saint-Pierre de Méobecq    | 46° 44′ 13″ nord, 1° 24′ 43″ est |

| Nom de l'édifice                    | Localisation                     |
| ----------------------------------- | -------------------------------- |
| Collégiale Saint-Sylvain de Levroux | 46° 58′ 47″ nord, 1° 36′ 51″ est |

| Nom de l'édifice                                           | Localisation                     |
| ---------------------------------------------------------- | -------------------------------- |
| Église de Dun-le-Poëlier                                   | 47° 12′ 13″ nord, 1° 45′ 11″ est |
| Église de Lourdoueix-Saint-Michel                          | 46° 25′ 32″ nord, 1° 43′ 46″ est |
| Église Notre-Dame d'Aigurande                              | 46° 26′ 12″ nord, 1° 49′ 56″ est |
| Église Notre-Dame de La Berthenoux                         | 46° 39′ 40″ nord, 2° 03′ 40″ est |
| Église Notre-Dame de Châteauroux                           | 46° 48′ 40″ nord, 1° 41′ 19″ est |
| Église Notre-Dame de Châtillon-sur-Indre                   | 46° 59′ 16″ nord, 1° 10′ 30″ est |
| Église Notre-Dame d'Ingrandes                              | 46° 35′ 51″ nord, 0° 57′ 46″ est |
| Église Notre-Dame de Lye                                   | 47° 13′ 37″ nord, 1° 28′ 23″ est |
| Église Notre-Dame du Menoux                                | 46° 33′ 14″ nord, 1° 34′ 06″ est |
| Église Notre-Dame du Pont-Chrétien-Chabenet                | 46° 37′ 48″ nord, 1° 28′ 53″ est |
| Église Notre-Dame de Tilly                                 | 46° 24′ 24″ nord, 1° 12′ 10″ est |
| Église Notre-Dame-de-Lourdes de Sainte-Lizaigne            | 47° 00′ 24″ nord, 2° 01′ 19″ est |
| Église Saint-Aignan de Briantes                            | 46° 33′ 27″ nord, 2° 01′ 22″ est |
| Église Saint-Aignan de Saint-Aigny                         | 46° 38′ 45″ nord, 1° 01′ 33″ est |
| Église Saint-Ambroix de Douadic                            | 46° 42′ 19″ nord, 1° 06′ 41″ est |
| Église Saint-André de Châteauroux                          | 46° 48′ 43″ nord, 1° 41′ 57″ est |
| Église Saint-André de Chavin                               | 46° 33′ 41″ nord, 1° 36′ 41″ est |
| Église Saint-André de Rosnay                               | 46° 42′ 03″ nord, 1° 12′ 49″ est |
| Église Saint-Aubin de Crevant                              | 46° 29′ 11″ nord, 1° 56′ 56″ est |
| Église Saint-Christophe-et-Saint-Phalier de Chabris        | 47° 15′ 19″ nord, 1° 39′ 12″ est |
| Église Saint-Cyr d'Issoudun                                | 46° 56′ 54″ nord, 1° 59′ 32″ est |
| Église Saint-Cyran du Blanc                                | 46° 37′ 45″ nord, 1° 03′ 43″ est |
| Église Saint-Denis de Reuilly                              | 47° 05′ 05″ nord, 2° 02′ 44″ est |
| Église Saint-Denis de Rivarennes                           | 46° 38′ 09″ nord, 1° 23′ 08″ est |
| Église de Saint-Denis-de-Jouhet                            | 46° 31′ 52″ nord, 1° 52′ 11″ est |
| Église Saint-Étienne de Chassignolles                      | 46° 32′ 28″ nord, 1° 56′ 22″ est |
| Église Saint-Étienne de Déols                              | 46° 49′ 40″ nord, 1° 42′ 16″ est |
| Église Saint-Étienne de Fontenay                           | 47° 03′ 36″ nord, 1° 44′ 42″ est |
| Église Saint-Étienne de Neuvy-Saint-Sépulchre              | 46° 35′ 43″ nord, 1° 48′ 31″ est |
| Église Saint-Étienne de Velles                             | 46° 41′ 20″ nord, 1° 38′ 58″ est |
| Église Saint-Gaultier de Saint-Gaultier                    | 46° 38′ 05″ nord, 1° 25′ 23″ est |
| Église Saint-Génitour du Blanc                             | 46° 38′ 00″ nord, 1° 03′ 41″ est |
| Église Saint-Georges de Lys-Saint-Georges                  | 46° 38′ 28″ nord, 1° 49′ 20″ est |
| Église Saint-Georges de Ciron                              | 46° 37′ 37″ nord, 1° 14′ 43″ est |
| Église Saint-Germain de La Châtre                          | 46° 34′ 52″ nord, 1° 59′ 18″ est |
| Église Saint-Germain de Sassierges-Saint-Germain           | 46° 46′ 09″ nord, 1° 53′ 41″ est |
| Église Saint-Hilaire de La Motte-Feuilly                   | 46° 32′ 39″ nord, 2° 05′ 20″ est |
| Église Saint-Jacques de Fontgombault                       | 46° 40′ 25″ nord, 0° 59′ 17″ est |
| Église Saint-Jean de Lurais                                | 46° 42′ 18″ nord, 0° 57′ 06″ est |
| Église Saint-Jean-Baptiste de Chazelet                     | 46° 30′ 31″ nord, 1° 26′ 28″ est |
| Église Saint-Laurent de Lourouer-Saint-Laurent             | 46° 37′ 24″ nord, 2° 00′ 46″ est |
| Église Saint-Laurent de Neuvy-Pailloux                     | 46° 53′ 09″ nord, 1° 51′ 31″ est |
| Église Saint-Laurent de Palluau-sur-Indre                  | 46° 56′ 36″ nord, 1° 18′ 43″ est |
| Église Saint-Laurent de Vicq-sur-Nahon                     | 46° 56′ 36″ nord, 1° 18′ 43″ est |
| Église Saint-Laurent et Notre-Dame de Gargilesse-Dampierre | 46° 30′ 45″ nord, 1° 35′ 48″ est |
| Église Saint-Laurian de Vatan                              | 47° 04′ 28″ nord, 1° 48′ 37″ est |
| Église Saint-Léger de Mauvières                            | 46° 34′ 26″ nord, 1° 05′ 21″ est |
| Église Saint-Léobon de Chalais                             | 46° 32′ 12″ nord, 1° 11′ 46″ est |
| Église Saint-Marcel de Saint-Marcel                        | 46° 36′ 04″ nord, 1° 30′ 49″ est |
| Église Saint-Martial de Châteauroux                        | 46° 48′ 49″ nord, 1° 41′ 42″ est |
| Église Saint-Martial de Dunet                              | 46° 48′ 49″ nord, 1° 41′ 42″ est |
| Église Saint-Martin d'Anjouin                              | 47° 11′ 24″ nord, 1° 48′ 07″ est |
| Église Saint-Martin d'Ardentes                             | 46° 44′ 32″ nord, 1° 49′ 53″ est |
| Église Saint-Martin d'Arthon                               | 46° 41′ 35″ nord, 1° 41′ 56″ est |
| Église Saint-Martin de Chouday                             | 46° 54′ 39″ nord, 2° 03′ 53″ est |
| Église Saint-Martin de Lacs                                | 46° 35′ 06″ nord, 2° 01′ 34″ est |
| Église Saint-Martin de Liniez                              | 47° 01′ 26″ nord, 1° 45′ 07″ est |
| Église Saint-Martin de Montipouret                         | 46° 38′ 58″ nord, 1° 54′ 02″ est |
| Église Saint-Martin de La Pérouille                        | 46° 42′ 15″ nord, 1° 30′ 58″ est |
| Église Saint-Martin de Prissac                             | 46° 30′ 36″ nord, 1° 18′ 32″ est |
| Église Saint-Martin de Sazeray                             | 46° 25′ 40″ nord, 2° 03′ 11″ est |
| Église Saint-Martin de Thevet-Saint-Julien                 | 46° 38′ 16″ nord, 2° 04′ 11″ est |
| Église Saint-Martin de Tournon-Saint-Martin                | 46° 44′ 06″ nord, 0° 57′ 17″ est |
| Église Saint-Martin de Vic                                 | 46° 38′ 19″ nord, 1° 57′ 33″ est |
| Église Saint-Martin de Vicq-Exemplet                       | 46° 37′ 42″ nord, 2° 08′ 35″ est |
| Église Saint-Nazaire d'Azay-le-Ferron                      | 46° 38′ 22″ nord, 1° 57′ 38″ est |
| Église Saint-Nicolas de Beaulieu                           | 46° 23′ 13″ nord, 1° 18′ 28″ est |
| Église Saint-Paxent de Cluis                               | 46° 32′ 41″ nord, 1° 44′ 59″ est |
| Église Saint-Pierre de Bommiers                            | 46° 47′ 42″ nord, 1° 59′ 05″ est |
| Église Saint-Pierre de Chaillac                            | 46° 26′ 08″ nord, 1° 17′ 57″ est |
| Église Saint-Pierre de Champillet                          | 46° 32′ 51″ nord, 2° 06′ 45″ est |
| Église Saint-Pierre de Dampierre                           | 46° 30′ 34″ nord, 1° 37′ 29″ est |
| Église Saint-Pierre de Feusines                            | 46° 31′ 21″ nord, 2° 06′ 11″ est |
| Église Saint-Pierre de Montlevicq                          | 46° 34′ 36″ nord, 2° 04′ 08″ est |
| Église Saint-Pierre de Mouhet                              | 46° 22′ 58″ nord, 1° 26′ 01″ est |
| Église Saint-Pierre de Pouligny-Saint-Pierre               | 46° 40′ 51″ nord, 1° 02′ 24″ est |
| Église Saint-Pierre de Preuilly-la-Ville                   | 46° 41′ 49″ nord, 0° 58′ 02″ est |
| Église Saint-Pierre de Veuil                               | 47° 07′ 16″ nord, 1° 31′ 33″ est |
| Église Saint-Saturnin de Ceaulmont                         | 46° 31′ 54″ nord, 1° 33′ 05″ est |
| Église Saint-Sauveur d'Argenton-sur-Creuse                 | 46° 35′ 15″ nord, 1° 31′ 09″ est |
| Église Saint-Sébastien de Villedieu-sur-Indre              | 46° 50′ 50″ nord, 1° 32′ 17″ est |
| Église Saint-Sulpice de Mérigny                            | 46° 37′ 55″ nord, 0° 55′ 31″ est |
| Église Saint-Sulpice de Niherne                            | 46° 49′ 44″ nord, 1° 33′ 52″ est |
| Église Saint-Sulpice de Roussines                          | 46° 28′ 15″ nord, 1° 23′ 26″ est |
| Église Saint-Sulpice de Sauzelles                          | 46° 39′ 51″ nord, 1° 00′ 15″ est |
| Église Saint-Vincent de Néons-sur-Creuse                   | 46° 44′ 48″ nord, 0° 55′ 47″ est |
| Église Sainte-Anne de Nohant                               | 46° 37′ 32″ nord, 1° 58′ 32″ est |
| Église Sainte-Colombe de Clion                             | 46° 56′ 30″ nord, 1° 13′ 59″ est |
| Église Sainte-Lizaigne de Sainte-Lizaigne                  | 47° 00′ 30″ nord, 2° 01′ 20″ est |
| Église Sainte-Marie-Madeleine de Mézières-en-Brenne        | 46° 49′ 11″ nord, 1° 12′ 46″ est |
| Église Sainte-Sévère de Sainte-Sévère-sur-Indre            | 46° 29′ 13″ nord, 2° 04′ 07″ est |

| Nom de l'édifice                                     | Localisation                     |
| ---------------------------------------------------- | -------------------------------- |
| Chapelle de la Bonne-Dame d'Argenton-sur-Creuse      | 46° 35′ 11″ nord, 1° 30′ 54″ est |
| Chapelle Notre-Dame de Vaudouan de Briantes          | 46° 32′ 12″ nord, 2° 00′ 01″ est |
| Chapelle Notre-Dame de la Trinité de Cluis           | 46° 32′ 56″ nord, 1° 45′ 20″ est |
| Chapelle des Piliers du Blanc                        | 46° 38′ 08″ nord, 1° 03′ 58″ est |
| Chapelle Saint-Benoît d'Argenton-sur-Creuse          | 46° 35′ 10″ nord, 1° 31′ 01″ est |
| Chapelle Saint-Jean de Saint-Christophe-en-Boucherie | 46° 40′ 37″ nord, 2° 07′ 11″ est |
| Chapelle Saint-Luc de Chasseneuil                    | 46° 39′ 43″ nord, 1° 31′ 40″ est |
| Chapelle Saint-Martin de Châteauroux                 | 46° 48′ 43″ nord, 1° 41′ 16″ est |
| Chapelle de Vouhet de Dunet                          | 46° 29′ 04″ nord, 1° 16′ 50″ est |